# Eupithecia druentiata
Eupithecia druentiata is een vlinder uit de familie spanners (Geometridae). De wetenschappelijke naam is voor het eerst geldig gepubliceerd in 1902 door Dietze.
De soort komt voor in Europa.